# Stereophyllaceae
Stereophyllaceae là một họ rêu trong bộ Hypnales.